# Yavuz Özkan
Yavuz Özkan (1942 - 21 de maig de 2019) va ser un director de cinema i guionista turc. Özkan és millor conegut per la pel·lícula de 1978 Maden.

## Filmografia selecta
- "İlkbahar - Sonbahar " (2011)
- Hayal Kurma Oyunları (1999)
- Bir Erkeğin Anatomisi (1997)
- Bir Kadının Anatomisi (1995)
- Yengeç Sepeti (1994)
- Bir Sonbahar Hikayesi 1994
- İki Kadın (1992)
- Ateş Üstünde Yürümek (1991)
- Büyük Yalnızlık (1990)
- Filim Bitti (1989)
- Umut Yarına Kaldı (1988)
- Yağmur Kaçakları (1987)
- Son Savaşçı (1985)
- Sevgiliye Mektuplar (1982)
- Demiryol (1979)
- Maden 1978
- Vardiya (1976)
- Yarış (1975)
- 2x2=5 (1974)